# پیتر باکاره
پیتر باکاره (انگلیسی: Peter Bakare) بازیکن والیبال اهل بریتانیا است. او یکی از اعضای تیم ملی بریتانیا در بازی‌های المپیک تابستانی ۲۰۱۲ بود.